# HMS Favorite (1864)
Panserskibet HMS Favorite blev påbegyndt i 1860 som en skruekorvet af Jason-klassen til den britiske flåde. Den nyansatte chefkonstruktør E. J. Reed havde i begyndelsen af sin embedsperiode, i årene fra 1863, den holdning, at anvendelsen af panser gjorde alle upansrede skibe værdiløse, og at selv små skibe skulle forsynes med panser. Der blev derfor ændret på planerne for en række skibe under bygning, og et af dem var Favorite. Navnet betyder "favorit" og den specielle stavemåde skyldes, at et af de foregående skibe med navnet "Favourite" var blevet erobret af franskmændene i 1806 og omdøbt til Favorite. Briterne erobrede skibet tilbage året efter, og for at fejre begivenheden beholdt de den franske stavemåde i de følgende skibe. Panserskibet var det syvende og foreløbig sidste med dette navn i Royal Navy.

## Konstruktionen
Bygningen af Favorite var så langt fremskredet ved Reeds tiltræden, at der ikke kunne blive tale om at ændre skrogformen. Ikke desto mindre blev skibet et særdeles vellykket "lommeslagskib", med kraftige kanoner (om end færre end de rigtige panserfregatter) og samme pansring, men med lidt lavere fart. Favorite havde sine kanoner placeret i et batteri midtskibs, med mulighed for skydning for- og agterud, men skibet måtte nøjes med at blive klassificeret som panserkorvet. Som de øvrige træskibe med pansring var det uroligt, når det blæste op, men blev i øvrigt betragtet som en god sejler.

## Tjeneste
Favorite blev ved færdiggørelsen i starten af 1866 sendt til eskadren i Nordamerika og Vestindien, og vendte hjem til eftersyn i 1869. De oprindelige kanoner havde været en skuffelse for Royal Navy og de blev skiftet ud med mindre, men langt mere pålidelige og træfsikre kanoner. I årene 1872-76 var Favorite vagtskib ved Skotlands østkyst. Fra 1876 til salget i 1886 lå skibet i reserve i Portsmouth.